# 卡羅琳·哈里森
卡羅琳·拉維尼婭·史考特·哈里森（英語：Caroline Lavinia Scott Harrison，1832年10月1日—1892年10月25日）是第23任美國總統本傑明·哈里森的妻子，同時亦是一名音樂教師。卡羅琳·哈里森在其夫為總統期間任美國第一夫人直至她逝世，第一夫人職務則隨後交由她的女兒瑪麗·哈里森·麥基代理。
在卡羅琳任第一夫人期間，她對白宮進行並親自監督了一次翻新及擴建工程。她亦於1981年創立了美國革命女兒會，並擔任了該會的首任會長。